# Vercingètorix
Vercingètorix (millor que Vercingetòrix) o Vergèntorix (llatí: Vercingĕtŏrīx, 'cap dels grans guerrers' en gal; nascut a la tribu gal·la dels arverns, a l'actual Alvèrnia cap al 82 aC - Roma, 46 aC) fou el cap i el rei del poble celta dels arverns quan es va produir la invasió de les Gàl·lies pels part romans. La tradició diu que va federar els pobles gals i els seus caps per a dirigir la resistència contra els romans de Juli Cèsar. No obstant això, després de la derrota a la batalla d'Alèsia, no va assolir expulsar els exèrcits romans, i finalment capitulà el 52 aC.
Els documents històrics que testimonien la seva vida són escassos i subjectes a una àmplia crítica, atès que tots foren escrits per romans que van lluitar en la invasió. Vercingètorix és conegut sobretot pels comentaris que en va fer Juli Cèsar després de la seva victòria d'Alèsia, a Bibracte, sobre el Mont Beuvray, on va passar l'hivern, en els seus Comentaris de la Guerra de les Gàl·lies. A part del relat contemporani de Cèsar, els altres documents es deuen essencialment a autors que van escriure molt després dels fets, com ara Estrabó, Plutarc, Florus resumint Livi i Cassi Dió. No obstant això, el progrés significatiu de l'arqueologia de la França galo-romana durant els darrers quaranta anys ha proporcionat molts elements que ens han permès entendre millor el personatge i el seu context.

## Els primers anys de la seva vida

### El seu nom

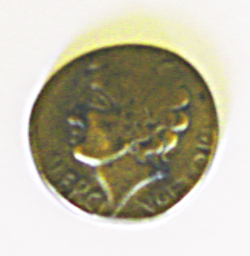
Moneda de Vercingètorix

Ja l'historiador romà Florus diu que el seu nom significava 'el rei dels grans guerrers'. Efectivament, en gal wer és una forma de superlatiu, kingeto fa referència a la figura del guerrer, i el sufix rix és l'equivalent cèltic del rex llatí. El sufix rix, de fet, és utilitzat amb nombrosos personatges gals. Així doncs, Vercingetorix podria ser més aviat un títol, i no pas un nom propi, que significaria 'rei molt poderós' o 'gran rei guerrer'. Això podria significar que hi hagué diversos reis que reberen aquest títol en la història gal·la, cosa que explicaria l'abundància relativa i la repartició de monedes gal·les que durien aquesta inscripció.
Sembla, no obstant això, que el Vercingètorix que participà en la resistència contra Cèsar realment dugué aquest nom d'abans que rebés la responsabilitat de líder.

### Els seus orígens i els inicis del conflicte
No se sap la data de naixement de Vercingètorix, prop del poble gal de Nemossos (prop de l'actual Clarmont d'Alvèrnia, Alvèrnia), era fill de Celtil·le, Rei dels Arverns, un dels més poderosos pobles gals tradicionalment oposats a Roma. En aquella època la Gàl·lia Cisalpina i la Narbonense estaven sota dominació romana. Aquitània, Bèlgica i la Cèltica (categorització grecoromana completament estranya a les diverses nacions gal·les) eren territoris on residien pobles gals de diversa importància i no eren sotmesos encara a l'autoritat de Roma. Els helvecis jugarien un paper determinant en el començament de la Guerra de les Gàl·lies, en desencadenar una migració ("forçada" per la pressió germànica creixent) cap a Saintonge després d'haver cremat les seves terres, sota el comandament del rei Orgetorix.

### D'aprenent a adversari de Juli Cèsar
Cap al 58 aC, Vercingètorix era un jove aristòcrata quan Juli Cèsar, prenent com pretext la migració dels helvecis, va envair la Gàl·lia al capdavant de les legions romanes per a obligar-los a relacionar-se amb Roma. No obstant això l'objectiu de Juli Cèsar era sotmetre les tribus gal·les per mitjà dels seus caps a l'autoritat de Roma, i d'aquesta forma augmentar la seva glòria i confiscar les seves llegendàries riqueses per a engreixar el seu patrimoni personal. Celtil·le, rei del poble dels arverns, va intentar reprendre el cap del "partit antiromà" a la Gàl·lia, però va ser capturat i executat pel procònsol romà. El seu fill Vercingètorix probablement va entrar en aquest moment en els cantons militars (conturbenales) de Cèsar, qui li va ensenyar els mètodes de guerra que empraven els romans a canvi de la seva cooperació, els seus coneixements del país i de les pràctiques de la Gàl·lia. En el 52 aC, Vercingètorix va ser dit adulescens per Cèsar, el que significa que tenia llavors un poc menys de 31 anys (edat a la qual la persona es torna realment adulta a Roma i on pot sol·licitar les primeres magistratures del cursus honorum). Volent treure profit del lleuger inconvenient que va constituir per a Cèsar la retirada de Britànnia (Gran Bretanya actual) i del descontentament que llavors s'incubava a una Gàl·lia cansada per l'esforç de tants anys de guerra, Vercingètorix es va decidir a reprendre la torxa del seu pare. Va prendre el poder dels arverns per la força, i es va imposar com cap del "partit antiromà", particularment gràcies a la seva notable oratòria, art benvolgut tant pels gals com pels romans que el van escoltar i en poc temps va aconseguir el suport dels sènons, parisis, píctons, cadurcs, turons, aulercs, lemovices, andecaus i totes les tribus que van habitar la costa de l'Atlàntic. Va organitzar la resistència portant a terme una guerra d'escamots (que a la Gàl·lia es podia realitzar excel·lentment) i va aconseguir federar el major nombre possible de tribus gal·les per a lluitar contra Juli Cèsar.

## La Guerra de les Gàl·lies

La humiliant escena on Vercingètorix fa lliurament de les seves armes a Juli Cèsar, un cop derrotat al setge d'Alèsia

Durant el Concili del bosc de Carnuts es proclamà l'aixecament general de la Gàl·lia, on Vercingètorix va rebre la confiança i el suport dels caps gals (reis i aristòcrates) i on s'imposa ràpidament com la persona amb més condicions per a dur endavant la coalició (a causa del seu coneixement de les tècniques de guerra gal·les i romanes). No obstant això, en tornar a la seva ciutat natal de Nemossos per a reivindicar el seu títol de cap per dret filial, es topà amb l'oligarquia arverna (que el seu pare havia afavorit per a instal·lar un poder personal "a l'antiga" en el lloc), i amb el seu oncle patern Gobannitio al capdavant. Aquest probablement havia estat el responsable de l'execució del pare de Vercingètorix, raó per la qual l'expulsà de la ciutat.
En quatre anys de guerres incessants, Cèsar havia conquistat, per a la república de Roma, a l'oest, més territoris que no pas Gneu Pompeu Magne a l'est. Però tot just es va retirar Cèsar cap a la Gàl·lia Cisalpina, els belgues es van revoltar el 53 aC i a l'any següent, la Gàl·lia es va sublevar en massa, acabdillada per Vercingètorix, que desitjava una nació lliure i unida. Al gener de l'any 52 aC, havent pres les armes contra Cèsar, intenta imposar-se als hedus (poble gal de Saona i Loira, aliats dels romans) i inspirà una unió dels pobles del centre i de l'est de la Gàl·lia contra el procònsol. En comptes de presentar batalla campal als romans, la superioritat militar dels quals en tàctica i en armament els feia pràcticament invencibles, els va esgotar abans del cop decisiu. Quan César anava a atacar-lo, el rebel es va retirar lentament, incendiant i arrasant, al seu pas, els llogarrets i els camps. Així, allunyava cada vegada més als seus enemics de les seves bases d'operacions, i dificultava el seu proveïment. Però Juli César va prendre la ciutat d'Avaricum (Bourges) que no havia estat cremada, per a després marxar sobre Gergòvia. Tal com es descriu als Comentaris sobre la guerra de les Gàl·lies de Juli Cèsar, Roma havia assegurat el seu domini sobre les tribus celtes més enllà de la Província Narbonensis (a l'actual Provença) a través d'una estratègia de «divideix i venceràs». Vercingètorix hàbilment va unificar les tribus, va adoptar la política de retirar-se cap a fortificacions naturals i va emprar d'una forma simple la tècnica de la terra cremada, cremant ciutats per a evitar que els romans poguessin viure dels productes locals. No obstant això el talent i la intel·ligència estratègica de Juli César li va permetre als romans triomfar contra la coalició gal·la, ja que gràcies als pactes que va realitzar amb algunes tribus gal·les per a atacar a unes altres, es va fer de l'ajuda logística dels pobles gals boii, remi (Reims), i dels hedus que des de feia temps eren reticents a sotmetre's al cap arvern.

### El setge d'Alèsia

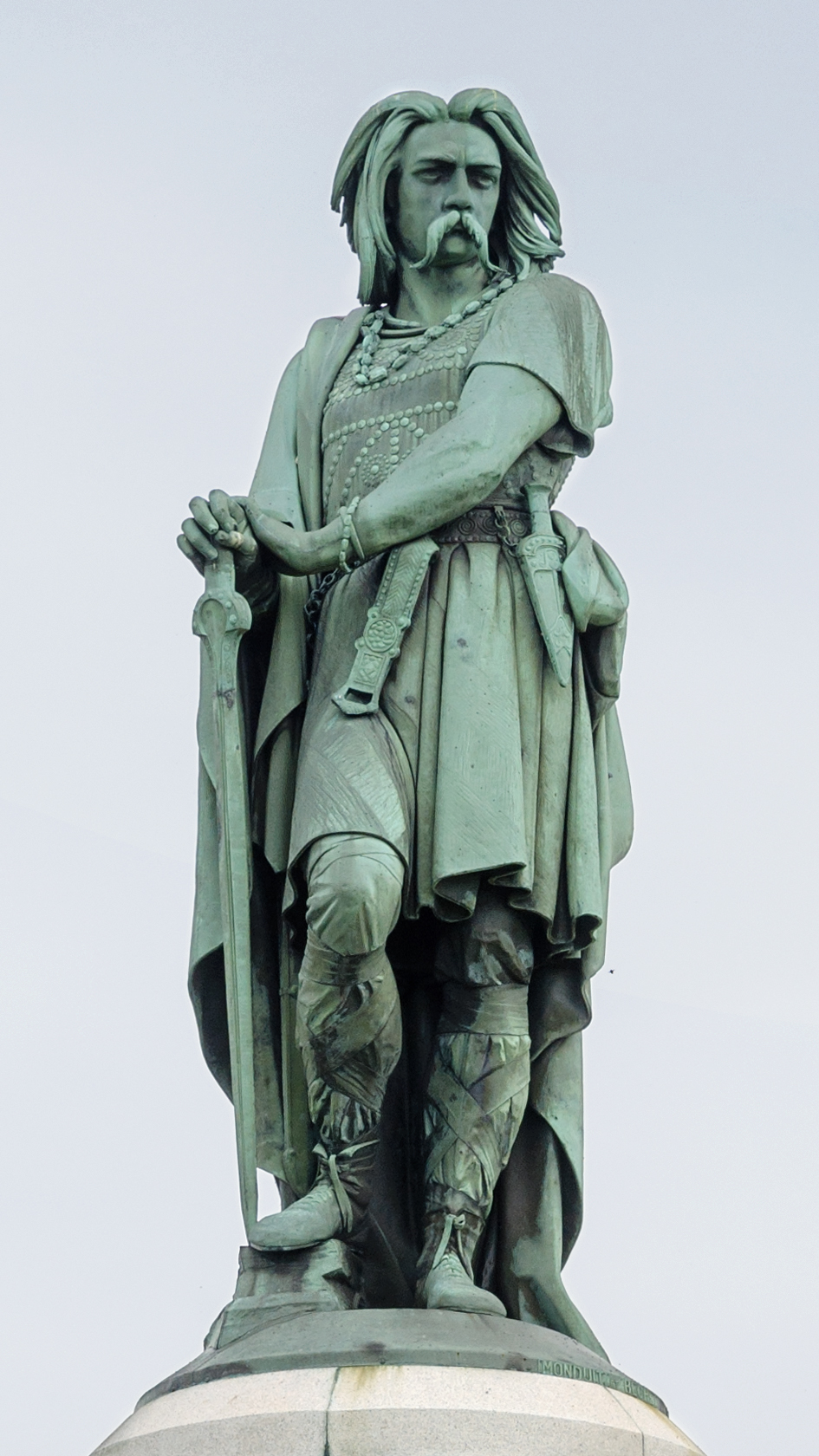
Estàtua en honor de Vercingètorix. Memorial a Alèsia

La lluita de les legions republicanes romanes liderades per Gai Juli Cèsar contra el poble gal fou molt dura. Entre les victòries de Cèsar s'hi compten la presa de la ciutat d'Avaricum (Bourges) seguida de l'extermini de 40.000 dels seus habitants (les dones joves i els nens van ser enviats com a esclaus a Roma). Així el romà, al cap de dotze mesos, va assetjar Vercingètorix en l'oppidum d'Alèsia. Els gals van reunir -segons les fonts romanes- un exèrcit de més de 200.000 homes, que van atacar els assetjadors (entre els quals hi havia germànics aliats de Roma contra els gals, genets ubis, de l'Alemanya central muntats amb cavalls de la tribu aliada dels rems, de l'est de la Gàl·lia Comata) estavellant-se contra el fort sistema de fortificacions romanes, que en aquest succés particular tenia la forma de doble anell que envoltava a la ciutat, amb un mur interior per a contenir la guarnició arverna i un perímetre defensiu exterior per a protegir-se dels atacs externs. L'exèrcit gal va ser derrotat i Alèsia hagué de rendir-se per fam. Com que els seus companys es van negar a matar-lo, Vercingètorix va vestir la seva armadura més rica, va muntar el seu cavall de batalla, va anar fins al campament de Cèsar, i va llançar als peus del romà la seva espasa, el seu casc i la seva llança, en senyal de rendició. Va ser empresonat al Tullianum de Roma durant cinc anys, abans de ser exposat públicament.

## Teories sobre la mort de Vercingètorix
Juli Cèsar va dur Vercingètorix com a trofeu de la seva llarga campanya militar a la Gàl·lia, per a exhibir-lo en el seu triomf a Roma. Hi ha dues teories sobre la seva mort: la primera és que morís escanyat poc després de la victòria de César en 46 aC; una segona teoria, basada en una llegenda, afirma que va ser decapitat pels romans. El cas és que Juli César va respectar la vida del seu captiu, a qui va enviar a Roma on va estar cinc anys en la Presó Mamertina fins que el va fer desfilar en el seu seguici de triomfador. Cèsar, que havia estat cruel en la repressió, després -i amb la intenció d'obtenir el poder absolut de Roma- va intentar guanyar-se la voluntat dels gals derrotats mitjançant una política de control relativament benigna, consolidant així la dominació romana a la Gàl·lia (51 aC).

## Representació i utilització del personatge
Amb els gals i Vercingètorix desapareixent de la història durant més de divuit segles, no hi ha representacions d'ell a l'estàtua ni a la pintura abans del segle xix. No va ser fins al 1865 que es van crear les estàtues monumentals oficials de Vercingétorix a Alise-Sainte-Reine (de Millet, 1865) i Clermont-Ferrand (de Frédéric Auguste Bartholdi, 1903). Al segle xx, Vercingétorix i Juli Cèsar estaven representats amb la mateixa estatura per dues de les tres estàtues d'honor de l'estrany palau ideal del carter Cheval a Hauterives, a la Droma.
Durant el segle xix es van produir moltes representacions de Vercingètorix, imatges d'Epinal, pintures:
Bertin, saló de 1867, Chatrousse, saló de 1877, François Mouly, saló de 1886, Segoffin, saló de 1911.
La figura radical del Puèi de Doma, Étienne Clémentel li dedica, amb el llibretista Joseph-Henri Louwyck i el compositor Joseph Canteloube, una èpica lírica en quatre actes, que es va estrenar a l'Opéra Garnier el 26 de juny de 1933.

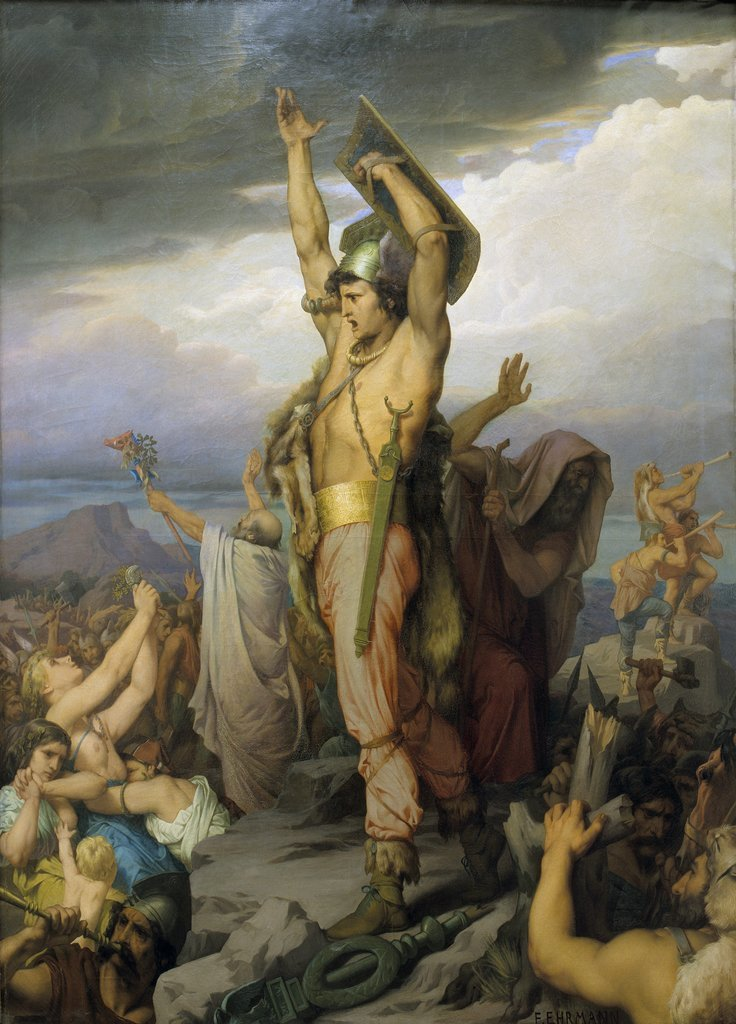
François-Émile Ehrmann, Vercingétorix cridant els gals a la defensa d'Alésia, vers 1869.
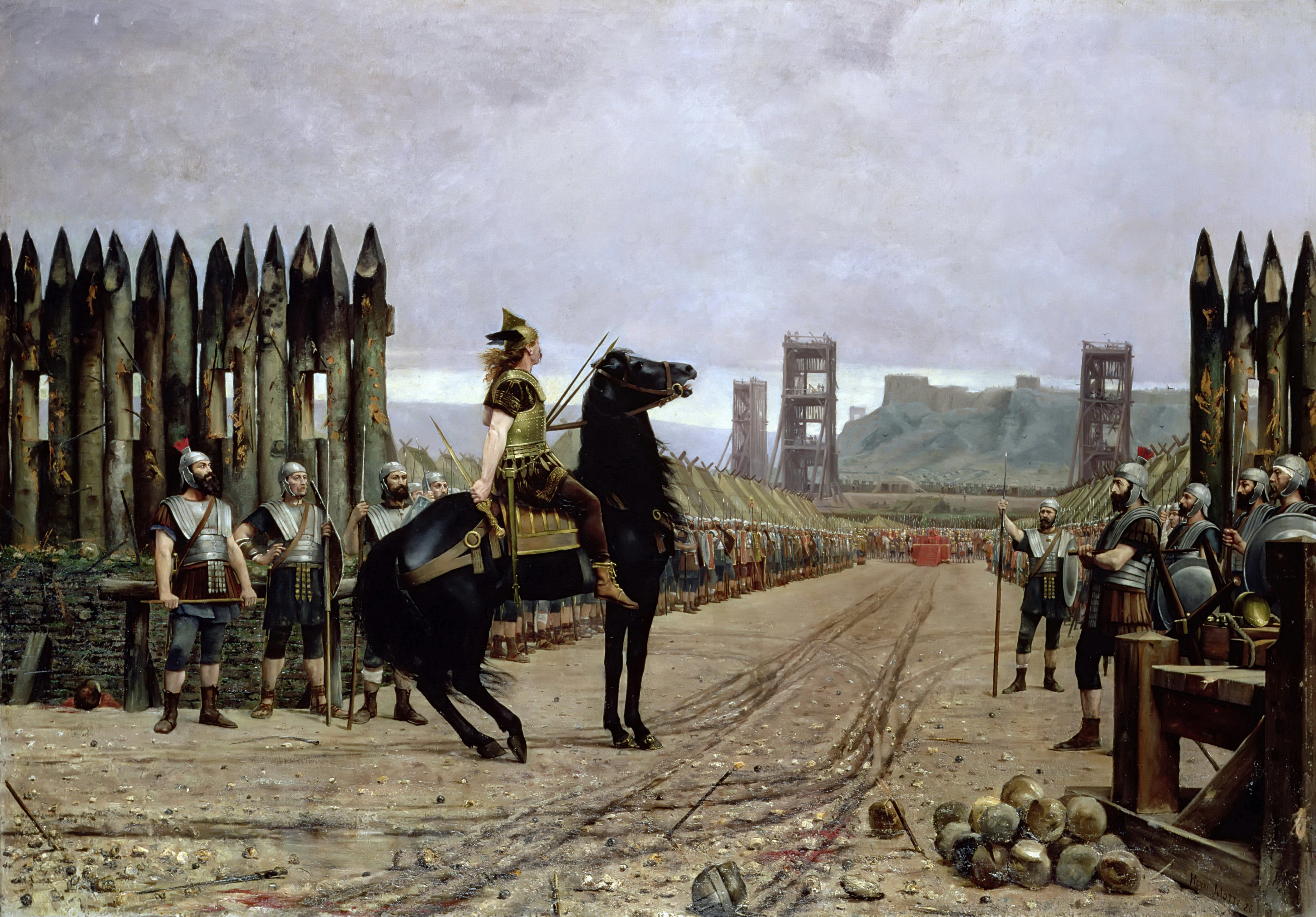
Henri-Paul Motte, Vercingétorix es rendeix a Cèsar, 1886.

### Astronomia
- (52963) Vercingètorix és un asteroide[12] del cinturó principal.

### Cinema

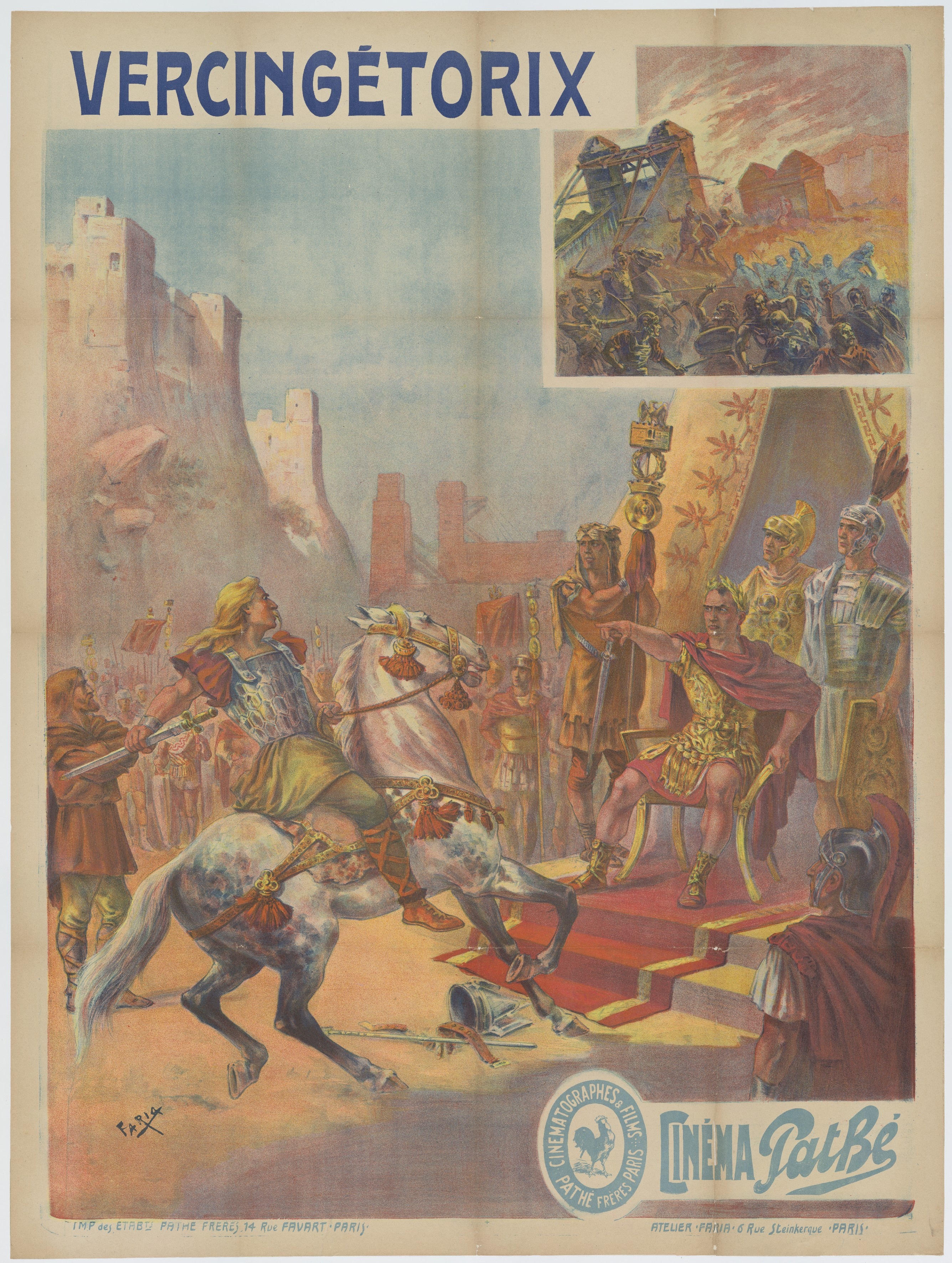
Pòster de Cândido de Faria creat per a la pel·lícula Vercingétorix (1909).

- 1909: Vercingétorix curtmetratge mut produït per Charles Pathé estrenat a París el 8 de gener de 1909 amb escenes colorejades.[13]
- 1914: Gaio Giulio Cesare, pel·lícula muda italiana en blanc i negre d'Enrico Guazzoni, amb Bruto Castellani en el paper de Vercingètorix.
- 1962: Giulio Cesare, il conquistatore delle Gallie, pel·lícula italiana, d'Amerigo Anton amb Rik Battaglia en el paper de Vercingètorix.
- 1967: Astérix le Gaulois, pel·lícula d'animació francobelga, de Ray Goossens amb una breu aparició de Vercingètorix al principi llançant les seves armes als peus de Juli Cèsar com l'àlbum del qual està adaptat. L'única aparició de Vercingètorix fins ara en una pel·lícula d'animació i en una adaptació de les aventures d'Astèrix.
- 2001: Druides (pel·lícula) (originalment Vercingétorix : La Légende du druide roi), pel·lícula francesa, de Jacques Dorfmann amb Christophe Lambert en el paper de Vercingètorix.

### Literatura
- Bordonove, Georges. Éditions Pygmalion/G. Watelet. Vercingétorix, 2001, p. 227. ISBN 978-2-857-04514-4.
- Lafon. Les grandes impostures de l'histoire de France, 2004, p. 298. ISBN 978-2-749-90181-7.
- Hachette. Vercingétorix (en francès), 1982, p. 272. ISBN 2-010-08692-9.
- Plon. Vercingétorix (en francès), 1994, p. 355. ISBN 2-259-02723-7.
- Jean Séverin, Vercingétorix, Robert Laffont, 1992,ISBN 9782221038215
- Georges Bordonove, Vercingétorix, Pocket, 2000,ISBN 9782266105897
- François Migeat, Et ton nom sera Vercingétorix, Robert Laffont, 2006,ISBN 9782221103746
- Camille Jullian, Vercingétorix, Tallandier, 2012,ISBN 9782847349771
- Danielle Porte, Vercingétorix : celui qui fit trembler César, Ellipses, 2013,ISBN 9782729876531
- Jean-Louis Brunaux, Vercingétorix, Gallimard, 2018,ISBN 9782070178926.

### Còmic
Durant la segona part del segle xx, l'heroi popular apareix amb freqüència als còmics:

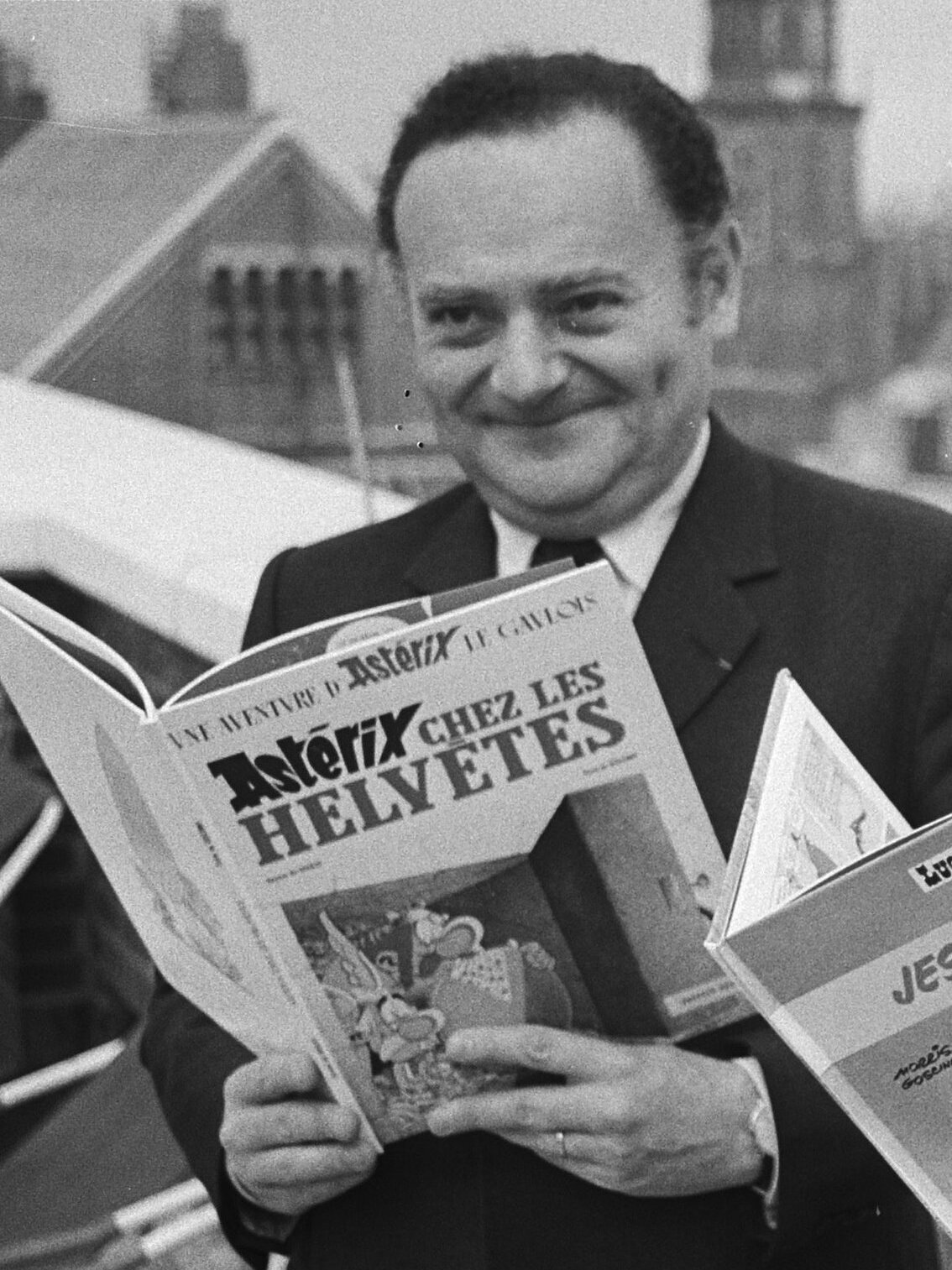
René Goscinny amb l'album Astérix chez les Helvètes.

- Hi fan referència molts volums d'Astèrix, la sèrie creada per René Goscinny i Albert Uderzo. A més, diversos àlbums representen l'escena de la rendició del rei arvern després de la batalla d'Alésia. A l'escena inicial d''Asterix el gal, primer volum prepublicat el 1959 i publicat com a àlbum el 1961, Vercingétorix està representat llançant les seves armes no als peus, sinó sobre els peus de Juli Cèsar, una autèntica paròdia gràfica del quadre de Lionel Royer.[14] Aquesta escena es repeteix de forma idèntica a L'escut arvern, onzè volum publicat el 1968: el general romà crida, després salta agafant-se els seus peus adolorits mentre el líder gal s'enduu la seva dignitat en romandre dempeus, la cara impassible i els seus braços creuats. El ridícul torna a apuntar a Cèsar, però salva Vercingètorix, l'escut del qual constitueix el McGuffin de l'aventura.[15] Vercingètorix apareix d'una manera molt diferent a La residència dels déus, el dissetè volum publicat l'any 1971. Un plafó de l'àlbum mostra l'actitud de submissió del rei arvern, agenollat, el cap inclinat i saludant el seu conqueridor a l'estil romà, d'acord amb el punt de vista de Cèsar que relata l'escena davant dels seus consellers. En aquest cas, el dictador parla d'ell mateix en la tercera persona del singular, una al·lusió a l'estil utilitzat en la seva Guerra de les Gàl·lies. El cap arvernià ja no és esmentat posteriorment als àlbums de la sèrie fins al 2019, el any de publicació del trenta-vuitè àlbum, La filla de Vercingetòrix. Aquest àlbum, que apareix l'any del seixanta aniversari de la sèrie, és el quart produït pel duo Jean-Yves Ferri i Didier Conrad, que es van fer càrrec de la sèrie després d'Uderzo el 2013, i el primer que porta el nom de Vercingètorix en el seu títol. En aquest àlbum, el poble d'Astèrix acull una jove, anomenada Adrenalina, escortada per dos guerrers arverns i presentada com la filla del gran cap gal, vençut a Alésia.[16]
- La sèrie de còmics Alix escrita i dibuixada per Jacques Martin on el personatge apareix dues vegades, la primera vegada a Le Sphinx d'or, el

volum 2 publicat el 1956 on assistim a la batalla d'Alésia al començament de l'àlbum que acaba amb la rendició de Vercingétorix i el seu empresonament; hi apareix amb llargs cabells negres i bigoti, d'acord amb les representacions del personatge en l'art, i dels gals en general en aquella època. La segona vegada apareix a l'àlbum homònim, Vercingétorix, volum 18 publicat el 1985 que se centra en el paper de Vercingètorix en la lluita entre Pompeu i Cèsar i relata esdeveniments de ficció sobre el seu possible destí després del seu empresonament després de la derrota d'Alèsia. El seu aspecte físic aquesta vegada difereix molt de la seva primera aparició: té la cara rapada amb els cabells vermells, arrissats i molt més curts; aquest canvi s'explica per una major conformitat amb la imatgeria que ara coneix la noblesa gal·la arran dels descobriments arqueològics, així com pel seu empresonament a Roma després de la batalla d'Alèsia.
- El primer àlbum de la Histoire de France en bandes dessinées de Larousse es titula De Vercingétorix aux Vikings (De Vercingétorix als víkings) i la primera part és una transposició de la Guerra de les Gàl·les titulada Vercingétorix - César (el primer àlbum es va publicar l'octubre de 1976).
- El volum 11 de la sèrie Vae victis!, Celtill le Vercingétorix, publicat el 2001, està especialment dedicat a ell. La resta de la sèrie descriu alguns episodis de la Guerra de les Gàl·lies, des del setge d'Avaricum fins al d'Alèsia. En aquesta sèrie, la paraula "Vercingètorix" es considera un títol i no un nom propi, el personatge s'anomena Celtill. El personatge també apareix en altres episodis de la sèrie on veiem la seva vida abans de convertir-se en rei dels arverns.